# Milà-Sanremo 1961
La Milà-Sanremo 1961 fou la 52a edició de la Milà-Sanremo. La cursa es disputà el 19 de març de 1961 i va ser guanyada pel francès Raymond Poulidor, que s'imposà en solitari amb 3" respecte al grup principal.
Arthur de Cabooter, tercer, i Frans de Mulder, trenta-vuitè, foren desqualificats per canvis de roda i de bicicleta irregulars.
214 ciclistes hi van prendre part, acabant la cursa 126 d'ells.

## Classificació final
|    | Ciclista         | Equip                 | Temps      |
| -- | ---------------- | --------------------- | ---------- |
| 1  | Raymond Poulidor | Mercier-Hutchinson-BP | 7h 41' 07" |
| 2  | Rik van Looy     | Faema                 | + 03"      |
| 3  | Rino Benedetti   | Ignis                 | m. t.      |
| 4  | Dino Bruni       | Ignis                 | m. t.      |
| 5  | Michel van Aerde | Carpano               | m. t.      |
| 6  | Dino Liviero     | Torpado               | m. t.      |
| 7  | Walter Martin    | Carpano               | m. t.      |
| 8  | André Darrigade  | Alcyon-Leroux         | m. t.      |
| 9  | Pietro Musone    | Philco                | m. t.      |
| 10 | Jo de Haan       | Rapha-Gitane-Dunlop   | m. t.      |